# Relaciones Estonia-Ucrania
Las relaciones Estonia-Ucrania son las relaciones bilaterales entre las repúblicas de Estonia y Ucrania. Las relaciones diplomáticas entre ambos países comenzaron el 4 de enero de 1994. Ucrania reconoció a Estonia el 26 de agosto de 1991.

## Embajadas
- Estonia tiene una embajada en Kiev.
- Ucrania tiene una embajada en Tallin.

## Relaciones bilaterales
El marco contractual y legal de las relaciones entre Ucrania y Estonia cubre una amplia gama de ramas de la cooperación bilateral, incluidas las esferas política, comercial y económica, científica y técnica, humanitaria, policial y otras. Esta base es bastante ramificada y eficiente e incluye 53 documentos bilaterales, entre los que se encuentran 3 acuerdos interestatales, 15 intergubernamentales y 35 interdepartamentales.
Ucrania y Estonia reúnen aspiraciones comunes en las esferas política, económica, social y otras. Reconociendo a Ucrania como su prioridad de política exterior, Estonia es uno de los partidarios más consistentes de la adhesión europea de Ucrania, apoyó la firma del Acuerdo de Asociación de Ucrania con la UE.
Se han desarrollado intensos contactos bilaterales entre instituciones estatales y no gubernamentales, y la interacción en el marco de las organizaciones internacionales es activa. A nivel estatal, se destaca constantemente el importante papel que desempeña Ucrania para garantizar la estabilidad y la seguridad en Europa. Estonia apoya las reformas políticas y socioeconómicas en Ucrania, proporciona una importante asistencia humanitaria, financiera, de asesoramiento y técnica.